# Marie McSwigan
Marie McSwigan   (1907 - 1962), va ser una escriptora estatunidenca.
Va començar a escriure pel diari de Pittsburgh i també va treballar en publicitat per moltes àrees.
Al 1947 va debutar a la seva primera novel·la, una biografia de John Kane, un pintor naïf, qui es va fer famós gràcies a aquest llibre. Ella també va ser guanyadora i escriptora de més de 10 llibres infantils. Alguns d'ells eren: Snow Treasure, Three's a crowd, Binnie Latches on, Hi, Barney....
Va morir per leucèmia.